# Popovia
Popovia es un género de foraminífero bentónico de la subfamilia Alveolophragmiinae, de la familia Cyclamminidae, de la superfamilia Loftusioidea, del suborden Loftusiina y del orden Loftusiida. Su especie tipo es popovia planum. Su rango cronoestratigráfico abarca desde el Thanetiense (Paleoceno superior) hasta la Eoceno superior.

## Discusión
Clasificaciones previas incluían Popovia en el suborden Textulariina del orden Textulariida o en el orden Lituolida.

## Clasificación
Popovia incluye a las siguientes especies:
- Popovia beckmanni †
- Popovia budashevae †
- Popovia elegans †
- Popovia hirta †
- Popovia johnrolandi †
- Popovia macilenta †
  - Popovia macilenta nana †
- Popovia maxima †
- Popovia planum †
- Popovia rugosa †
- Popovia salvadorae †